# پشت (ولایت)
بُشْت یا پُشْت نام یکی از ولایت‌های ربع نیشابور خراسان می‌باشد که خاستگاه ادیبان و شاعران و محدثان بسیاری است. در منابع تاریخی از ترشیز، کندر و خارزنج که از نقاط مهم ولایت پشت می‌باشند، یاد شده است. ولایت پشت را با شهرستان‌های کاشمر و خلیل‌آباد، بردسکن، کوهسرخ و حدود پیرامونی آن‌ها به‌ویژه بخش‌هایی از شهرستان‌های تربت حیدریه و مه‌ولات در استان خراسان رضوی ایران در جغرافیای امروزی مطابقت داده‌اند.

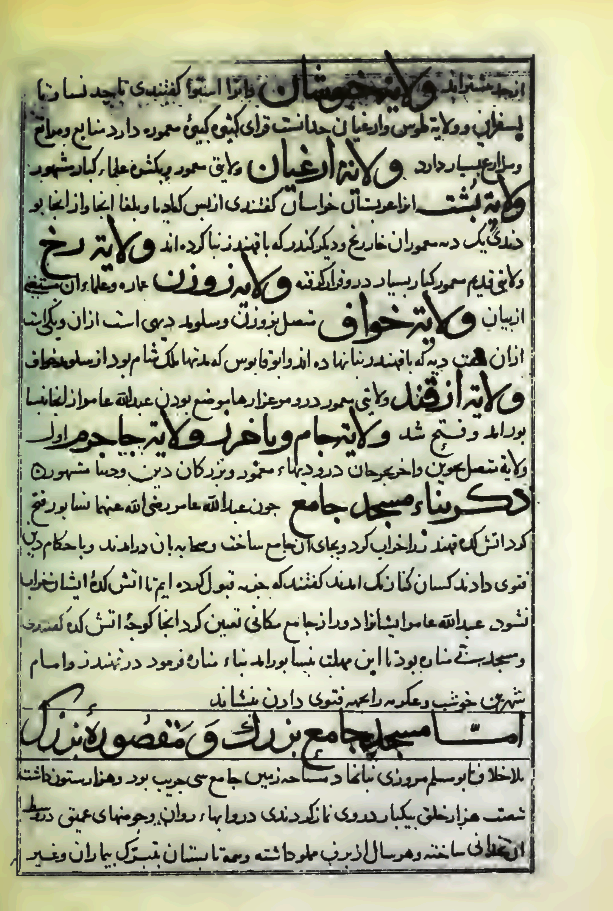
زوزن در میان ولایت‌های ربع نیشابور در صفحه‌ای از نسخه خطی ترجمه کتاب تاریخ نیشابور الحاکم.

## نام‌شناخت
بُشت یا پُشت یا بُست از ولایت‌های ربع نیشابور که یاقوت حموی در معجم‌البلدان نوشته است: چون بُشتاسف (گشتاسب) آنجا را بنا نهاد، بدین روی، بُشت نامیده می‌شود. از دیدگاه برخی دیگر؛ این ناحیه، به منزله پُشت (ظَهر) برای نیشابور به حساب آمده و از این روی، پُشت خوانده می‌شود. در تاریخ الحاکم، آمده است این ناحیه را به خاطر کثرت ادیبانش، «عربستان خراسان» می‌خواندند و محمدرضا شفیعی کدکنی با برداشت از تعبیرات سمعانی، ابن اثیر و دیگران؛ در این باره، نوشته است: به علت کثرت حضور قبایل عرب در این ناحیه و نیز به علت اشتهار ادیبان عربی‌سرای آنجا، ناحیه پُشت را عربستان می‌خوانده‌اند.

## ولایت بُشت
بُشت؛ در کتاب تاریخ الحاکم و احسن‌التقاسیم مقدسی، در شمار ولایت‌های دوازده‌گانه نیشابور آمده است. محمد مقدسی، نیشابور را به دوازده ولایتِ بشت، بیهق، کویان (جوین)، جاجرم، اسفراین، استوا، اسفند، جام، باخرز، خواف، زاوه و رخ، سه خزانهٔ طوس، نسا و ابیورد، یک قصر بوزجان، و یک دار زوزن دسته‌بندی نموده و طرثیث (ترشیز) را شهر ولایت بُشت (بُست) دانسته است. ولایت بُشت، دارای دویست و بیست و شش آبادی بوده است.

## شهرهای ولایت
در منابع از سه شهر یا آبادی مهم ولایت بُشت یاد شده است که عبارتند از: ترشیز، کندر و خارزنج.

### ترشیز
طُرَیثیث (ترشیز، بعدها: کاشمر)؛ قصبه (شهر مرکزی) ولایت بُشت؛ شهری به خوبی آباد، مسجد جامعی داشته که به گفته محمد مقدسی، «پس از مسجد جامع دمشق، ثروتمندتر از آن، جامعی نیست؛ زیبا و پاکیزه است؛ غیر از دکان‌های کهن، بازاری نوساز و پُررونق دارد. همچنین مسجدی دیگر نیز با آجر و گچ افزوده شده که دم در آن، حوضی گِرد (دایره‌شکل) و زیبا هست که با پلکانی نیکو، به آن، پائین می‌روند.» ترشیز، درگاه فارس و اصفهان و انبار خراسان به‌شمار می‌رفته است.

### کندر
کُندُر؛ که با کهندژ (قهندژ) بنا شده است. اصطخری (در کتاب مسالک و ممالک)، فاصله کندر تا ترشیز را یک روز و فاصله کندر تا گنابد (ینابذ) را دو روز دانسته است. مقدسی نوشته است: کندر از ترشیز، از آن پائین‌تر (ظاهراً از نظر موقعیت جغرافیایی) و در آبادانی و ثروت نزدیک به آن است. عمیدالملک کندری، وزیر طغرل سلجوقی از مشاهیر این شهر است.

### خارزنج
خارزَنج (خارزَنگ)؛ در «اللباب» و «الانساب» آمده است: قریه‌ای در ناحیه بُشت نیشابور که عدهٔ بسیار زیادی از دانشمندان و ادیبان از آنجا برخاسته‌اند.

## ویژگی‌ها
به گفتهٔ محمد مقدسی؛ بشت، مهم‌ترین ولایت از ولایت‌های دوازده‌گانه ربع نیشابور است. بزرگ و دارای هفت منبر می‌باشد. او در این باره، روایتی را چنین نقل کرده است: «گویند روزی ابوافضل بلعمی و بوفضل بن یعقوب در مجلس میرسعید بودند بلعمی در ستایش مرو پُرچانگی نمود، بن یعقوب گفت ما منکر ستودگی مرو نیستیم که همچنانست که گفتی، ولی نیشابور، دوازده روستا دارد که یکی از آن‌ها بشت است که درآمد سه منبر آن، به اندازه درآمد همه مرو می‌باشد. پس چون بررسی کردند دیدند که چنانست.» مقدسی همچنین ادامه می‌دهد؛ این ولایت، میوه و غلات و انگور نیکو را با هم دارد. شنیده‌ام زیتون و انجیر بسیار نیز دارد و نوبرها را از آنجا می‌برند زیرا که هوایی ملایم دارد.

## مشاهیر
ولایت بُشت، خاستگاه ادیبان و شاعران بسیاری بوده و همچنین عده‌ای زیادی از دانشمندانهٔ رشته‌های گوناگون علمی نیز به این ولایت منسوبند. در معجم‌البلدان به چند تن از ناموران ولایت بُشت از جمله؛ ابویعقوب بشتی (اسحق بن ابراهیم بن نصر)، حسان بن مخلد بشتی (متوفی ۲۵۹هجری)، سعید بن ابی سعید بشتی (سعید بن شاذان بن محمد نیشابوری)، ابوسعید احمد بن شاذان بشتی، احمد بن خلیل بن احمد بشتی، محمد بن یحیی بن سعید بشتی (ابوبکر مؤدب)، ابوسعید بشتی (محمد بن ابراهیم بن عبدالله)، ابوصالح بشتی نیشابوری (محمد بن اسحق بن ابراهیم، متوفی ۴۸۳ هجری)، ابن عبدویه بشتی (ابوعلی حسن بن علی بن علاء)، عبیدالله بن محمد بن نافع بشتی زاهد، احمد بن محمد بشتی خارزنجی و… اشاره شده است. همچنین در کتاب تاریخ الحاکم، از ۲۲ تن از علما و روایان حدیث مقیم نیشابور نام‌برده شده که منسوب به بشت یا خارزنج بشت می‌باشند.

## پانوشت‌ها
1. 1 2 3  ابوعبدالله حاکم نیشابوری (۱۳۷۵)، تاریخ نیشابور، ترجمهٔ محمد بن حسین خلیفه نیشابوری، با مقدمه و تصحیح و تعلیقات محمدرضا شفیعی کدکنی، تهران: آگه، ص. ص ۲۱۶
2. 1 2 3 4  شهاب‌الدین ابی عبدالله یاقوت حموی (۱۹۷۷)، معجم‌البلدان، بیروت: دارصادر، ص. ج۱، ص۴۲۵
3. ↑  ابوعبدالله حاکم نیشابوری (۱۳۷۵)، تاریخ نیشابور، ترجمهٔ محمد بن حسین خلیفه نیشابوری، با مقدمه و تصحیح و تعلیقات محمدرضا شفیعی کدکنی، تهران: آگه، ص. ص ۲۱۶
4. ↑  ابوعبدالله حاکم نیشابوری (۱۳۷۵)، تاریخ نیشابور، ترجمهٔ محمد بن حسین خلیفه نیشابوری، با مقدمه و تصحیح و تعلیقات محمدرضا شفیعی کدکنی، تهران: آگه، ص. ص ۲۸۷
5. ↑  ابوعبدالله محمد بن احمد مقدسی (۱۳۶۱)، احسن التقاسیم فی معرفة الاقالیم، ترجمهٔ علینقی منزوی، تهران: شرکت مؤلفان و مترجمان ایران، ص. ج۲، ص۴۳۶
6. ↑  ابوعبدالله محمد بن احمد مقدسی (۱۳۶۱)، احسن التقاسیم فی معرفة الاقالیم، ترجمهٔ علینقی منزوی، تهران: شرکت مؤلفان و مترجمان ایران، ص. ج۲، ص۴۳۶، ۴۶۵
7. 1 2 3  ابوعبدالله حاکم نیشابوری (۱۳۷۵)، تاریخ نیشابور، ترجمهٔ محمد بن حسین خلیفه نیشابوری، با مقدمه و تصحیح و تعلیقات محمدرضا شفیعی کدکنی، تهران: آگه، ص. ص ۲۸۷
8. ↑  ابوعبدالله محمد بن احمد مقدسی (۱۳۶۱)، احسن التقاسیم فی معرفة الاقالیم، ترجمهٔ علینقی منزوی، تهران: شرکت مؤلفان و مترجمان ایران، ص. ج۱، ص۴۶۵
9. ↑  ابوعبدالله محمد بن احمد مقدسی (۱۳۶۱)، احسن التقاسیم فی معرفة الاقالیم، ترجمهٔ علینقی منزوی، تهران: شرکت مؤلفان و مترجمان ایران، ص. ج۲، ص۴۶۵
10. 1 2  ابوعبدالله محمد بن احمد مقدسی (۱۳۶۱)، احسن التقاسیم فی معرفة الاقالیم، ترجمهٔ علینقی منزوی، تهران: شرکت مؤلفان و مترجمان ایران، ص. ج۲، ص۴۶۴
11. ↑  ابوعبدالله حاکم نیشابوری (۱۳۷۵)، تاریخ نیشابور، ترجمهٔ محمد بن حسین خلیفه نیشابوری، با مقدمه و تصحیح و تعلیقات محمدرضا شفیعی کدکنی، تهران: آگه، ص. ص۳۵۳، ۳۶۰

## فهرست منابع
- «احسن‌التقاسیم فی معرفةالاقالیم»، تألیف ابوعبدالله محمد بن احمد مقدسی، ترجمه علینقی منزوی، تهران: شرکت مؤلفان و مترجمان ایران، ۱۳۶۱.
- «تاریخ نیشابور»، ابوعبدالله حاکم نیشابوری، ترجمه محمد بن حسین خلیفه نیشابوری، با مقدمه و تصحیح و تعلیقات محمدرضا شفیعی کدکنی، تهران: آگه، ۱۳۷۵.
- «معجم‌البلدان»، شهاب‌الدین ابی‌عبدالله یاقوت بن عبدالله الحموی الرومی البغدادی، بیروت: دار صادر، ۱۹۷۷م.
- «لغت‌نامه»، علی‌اکبر دهخدا، انتشارات دانشگاه تهران، ۱۳۷۷.